# 丸瀨布町
丸瀨布町（日语：〔〕／ Maruseppu chō */?）為過去位於北海道網走支廳中部的行政區劃，已於2005年10月1日與遠輕町、白瀧村、生田原町合併為新設立的遠輕町。四週環山，多數區域為森林。
名稱來自阿伊努語的「mo-u-re-sep」，意思是三條河川集中的寬廣地方。

## 歷史
- 1946年8月1日：丸瀨布村從遠輕町分村。[1]
- 1953年10月1日：改制為丸瀨布町。
- 2005年10月1日：遠輕町、生田原町、丸瀨布町、白瀧村合併新設為遠輕町。

## 產業
主要產業是林業。

## 交通

### 機場
- 紋別機場（位於紋別市）
- 旭川機場（位於東神樂町）

### 鐵路
- 北海道旅客鐵道
  - 石北本線：丸瀨布車站
- 過去曾經有名寄本線通過遠輕車站，已於1989年5月1日廢線。

昭和初期衛了運送木材曾建立了森林鐵路「丸瀨布森林鐵路」，已於1962年停止使用，但蒸汽火車頭「雨宮21號」仍被保存，並於1980年修復，現於「丸瀨布森林遊樂區」中作為觀光用途。

### 道路
| 一般國道 - 國道333號 | 道道 - 北海道道305號紋別丸瀨布線 - 北海道道306号號瀨布上渚滑線 - 北海道道1070號上武利丸瀨布線 |

## 觀光景點
| - 丸瀨布森林遊樂區、蒸汽火車頭雨宮21號 - 丸瀨布昆蟲生態館 - 和平山公園 - 丸瀨布溫泉 - 山彦瀑布 - 鹿鳴瀑布 - 十三瀑布 | - 丸瀨布紫藤節（6月上旬） - 丸瀨布觀光節（8月上旬） |

## 教育

### 中學校
- 丸瀨布町立丸瀨布中學校

### 小學校
| - 丸瀨布町立丸瀨布小學校 | - 丸瀨布町立丸瀨布小學校武利分校 |

## 外部連結
- （日語）丸瀨布昆蟲生態館
- （日語）丸瀨布的瀑布
- （日語）遠輕地區4町村合併協議會